# Ronald Kocher
Ronald Kocher (* 15. März 1929 in Büren an der Aare) ist ein Schweizer Maler, Grafiker, Bildhauer und Sachbuchautor.

## Werdegang
Kocher besuchte von 1940 bis 1945 das Progymnasium und Gymnasium Bern. Es folgten 1945 bis 1948 der Besuch des kantonalen Technikums Biel, anschliessend von Zeichnungskursen der Gewerbschule Bern und 1951 ein Lehrjahr für Grafik an der Meisterschule für das gestaltende Handwerk in Düsseldorf. Anschliessend besuchte er von 1952 bis 1955 in der Schweiz die private Malschule von Max Rudolf von Mühlenen. Während eines fast fünfjährigen Aufenthalts in Paris betrieb er Studien bei Marcel Gromaire und an der Grande Chaumière. 1955 bis 58 besuchte er die staatliche Akademie Paris Abteilung Angewandte Kunst (Marcel Gromaire). 1958 bis 60 erstellte er beim Bildhauer Joël Martel eigene Tierentwürfe (Gargouilles) für die Kathedrale von Metz in Frankreich.
Im Jahr 1960 in die Schweiz zurückgekehrt, war er vorerst als Grafiker tätig und gründete eine eigene Malschule.

## Werk
Er erteilte Malkurse in der Klubschule Migros, für die Belegschaft der Firma Wander AG, im Freizeitwerk Coop Bern und 25 Jahre an der Volkshochschule Bern.  
Aus dieser Tätigkeit ist unter dem Titel Sehen, Zeichnen, Malen ein Lehrbuch hervorgegangen, das 1988 in 2. Auflage erschienen. Daneben blieb Kocher weiterhin als freiberuflicher Maler und Grafiker tätig. Während des Pariser Aufenthaltes hatte er sich mit Wandteppichen beschäftigt. Sein Werk verzeichnet über vierzig Objekte in dieser Art. In der Abfolge dieser meist grossformatigen Tapisserien zeigt sich der Fortgang zu farbiger Einheit, flächiger Bindung und schmückender Wirkung; ihre Eigenart beruht in der rhythmisch schwingenden Bewegung ungegenständlicher Linienzüge und Farbfelder. Kocher pflegt auch die plastische Arbeit, wobei gegenständliche, meist weibliche Figuren als bewegte Gross- und Kleinplastiken, abstrakte Stelen und Reliefs entstehen. Er beteiligte sich an Restaurierungsarbeiten in sieben Kirchen in den Kantonen Bern und Basel und restaurierte ein grosses Wandbild von Eduard Otto Renggli im Hobby Hotel «Terrasse» in Vitznau.
Kocher gestaltete Wandbilder in den neuen Gebäuden der PTT in Gummen BE und Ostermundigen. Es handelte sich um die Kennzeichnung der Treppenaufstiege und Geschosseinteilung der zwei grossen Materialzentralen. Ein einfaches farbiges Band in den Treppenläufen und die verschiedene Farbgebung in den Geschossen bieten die Orientierung. Ein Schmuck in der Art der Wandteppiche bleibt in der Zivilschutzanlage in Gummen BE.
Er entwarf gegen 50 Plakate als gelernter Grafiker und hinterlässt ein grosses fotografisches Werk. Er gestaltete in eigener Regie vier Filme:
1. Ronald Kocher und sein Werk,
2. Isolamento, ein Film über die Umwelt,
3. Vom Zufall in der Kunst,
4. Das Skizzenbuch.
Er entwarf neue Modelle für Windräder in bereits erschlossenen Gebieten für Häuser und Siedlungen mit Erdwärme und Solarstrom sowie Modelle zur Überbauung von Eisen- und Autobahnen.
Mit seiner Frau Ruth Kocher gründete er 1968 die Schweizerische Genossenschaft «Künstler und Kunstfreunde», welche 45 Jahre bestand, und 2004 die Stiftung «Ronald und Ruth Kocher Stiftung» mit eigenen Werken sowie ihrer Sammlung von 200 Künstlerinnen und Künstlern hauptsächlich aus der Schweiz. Seit 1961 betreibt er eine eigene Malschule an der Postgasse 6 in Bern. Er lebt im Spiegel in Köniz.

## Publikationen (Auswahl)
- Sehen, Zeichnen, Malen. Hallwag, Ostfildern 1995, ISBN 3-4441-0283-6.
- Tiere zeichnen und malen. Augustus Verlag 1997, ISBN 3-8043-0533-4.
- Intensivkurs Aquarellmalerei. Augustus Verlag 1995, ISBN 3-8043-0334-X.
- Zoo-Tiere zeichnen und malen. Die häufigsten Tiere im Zoo: ihr Steckbrief und eine praktische Anleitung zum Umgang mit Stift und Farbe. Werd Verlag 1995, ISBN 3-8593-2168-4.
- Ich will Kunstmaler werden. Rückblick auf die Pariser Zeit. Eigenverlag, ISBN 3-9520839-5-X.
- Baugeschichte in Bildern. Zentrum Paul Klee, Eigenverlag.
- Skizzieren. Enke Verlag, ISBN 3-432-99721-3.
- Die Vielfalt der Techniken und ihre praktische Anwendung.